# Nekrolog 1. Quartal 1925
Nekrolog
◄◄
| ◄
| 1921
| 1922
| 1923
| 1924
| 1925 | 1926 | 1927 | 1928 | 1929 | ► | ►►
1. Quartal |
2. Quartal |
3. Quartal |
4. Quartal 1925
Weitere Ereignisse | Allgemeiner Nekrolog 1925
Die Beschreibung der verstorbenen Person sollte so kurz wie möglich gehalten sein und nur deren signifikante Tätigkeit(en) enthalten.
Neue Namen ggf. auch unter dem Geburts- und Sterbedatum, also etwa unter 1. Januar und im Geburts- und Sterbejahr (2024) eintragen (nur bei entsprechender großer Wichtigkeit). Für Beispiele siehe die schon vorhandenen Artikel.
Außerdem über die fünf zuletzt Verstorbenen, zu denen es einen ausreichend guten Artikel für eine Präsentation auf der Hauptseite gibt, nach der todesbedingten Überarbeitung der Artikel ggf. auch unter Wikipedia Diskussion:Hauptseite informieren und sie am besten auch in den anderen Wikipedia-Sprachversionen eintragen. Tipp: Regelmäßig bei news.google.de nach „ist tot“, „gestorben“ oder „verstorben“ suchen.
Wenn eine Person gestorben ist, gibt es viele Seiten zu dieser Person in der Wikipedia, die davon auch betroffen sind und entsprechend aktualisiert werden müssen. Beispiele: Namenübersichtsseite, Geburtsjahr, Geburtsort-Seiten und viele mehr.
Wie finde ich die betroffenen Seiten?
Im Suchfeld auf der linken Seite gibt man den Suchbegriff so ein: „Vorname Nachname“. Dann klickt man auf Volltext und alle Seiten mit entsprechendem Suchtext werden aufgerufen. Hier sieht man dann schnell, wo auch das Todesjahr Sinn macht oder sogar ein Teil des Artikels angepasst werden muss. Auch hilft das „Werkzeug“ auf der linken Seite sehr gut, um solche Seiten aufzufinden: „Links auf diese Seite“. Somit ist die Wikipedia wieder aktuell in allen Bereichen! Hinweis: bei Eintragung der Kategorie „Gestorben JAHR“ wird der Missbrauchsfilter 49 ausgelöst, was jedoch nicht schlimm ist. Siehe: Spezial:Missbrauchsfilter/49
Dies ist eine Liste von im ersten Quartal 1925 verstorbenen bekannten Persönlichkeiten. Die Einträge erfolgen innerhalb der einzelnen Daten alphabetisch sortiert. Tiere sind im Nekrolog für Tiere zu finden.

## Januar
| Tag        | Name                                    | Beruf, bekannt als                                                           | Alter | Beleg |
| ---------- | --------------------------------------- | ---------------------------------------------------------------------------- | ----- | ----- |
| 1. Januar  | Gerrit van Delden                       | deutscher Chemiker und Textilindustrieller                                   | 82    |       |
| 1. Januar  | Adolf Klapp                             | Landtagsabgeordneter Waldeck                                                 | 90    |       |
| 1. Januar  | Georg Mühlberg                          | deutscher Maler, Zeichner und Illustrator                                    | 61    |       |
| 1. Januar  | Faustino Rodríguez-San Pedro            | spanischer Politiker                                                         | 91    |       |
| 2. Januar  | Ernst Bumm                              | deutscher Gynäkologe und Geburtshelfer                                       | 66    |       |
| 2. Januar  | Reinhold Heegn                          | politischer Führer der Donauschwaben in der Vojvodina                        | 49    |       |
| 2. Januar  | James W. Husted                         | US-amerikanischer Politiker                                                  | 54    |       |
| 3. Januar  | Ernst Gruner                            | deutscher Verwaltungsbeamter                                                 | 71    |       |
| 3. Januar  | Nikolai Rasumnikowitsch Kotschetow      | russischer Komponist                                                         | 60    |       |
| 3. Januar  | Magdalene Madaus                        | deutsche Homöopathin                                                         | 67    |       |
| 3. Januar  | Henry Alfred Todd                       | US-amerikanischer Romanist                                                   | 70    |       |
| 3. Januar  | James Hoge Tyler                        | US-amerikanischer Politiker                                                  | 78    |       |
| 4. Januar  | Hans Brandstetter                       | österreichischer Bildhauer und Holzschnitzer                                 | 70    |       |
| 4. Januar  | Arthur von Enzenberg                    | österreichischer Verwaltungsjurist and Numismatiker                          | 83    |       |
| 4. Januar  | Elisabeth von Heyking                   | deutsche Schriftstellerin und Malerin                                        | 63    |       |
| 4. Januar  | Hirase Sakugorō                         | japanischer Botaniker                                                        | 68    |       |
| 5. Januar  | Jewgenija Bogdanowna Bosch              | deutsch-russische Funktionärin der SDAPR                                     | 45    |       |
| 5. Januar  | Robert Walker Irwin                     | amerikanischer Geschäftsmann und Diplomat                                    | 81    |       |
| 5. Januar  | Richard Saran                           | deutscher Architekt und preußischer Baubeamter                               | 72    |       |
| 5. Januar  | Conradine Stinde                        | deutsche Schriftstellerin                                                    | 68    |       |
| 6. Januar  | Wilhelm Borchers                        | deutscher Metallurg und Rektor der RWTH Aachen                               | 68    |       |
| 6. Januar  | Ferdinand Löwe                          | österreichischer Dirigent                                                    | 59    |       |
| 6. Januar  | Rafaela Porras y Ayllón                 | spanische Ordensschwester                                                    | 74    |       |
| 7. Januar  | Marian Abramowicz                       | polnischer sozialistischer Aktivist und Revolutionär                         | 53    |       |
| 7. Januar  | Johann Emanuel Brik                     | österreichischer Brückenbau-Ingenieur                                        | 82    |       |
| 8. Januar  | George Wesley Bellows                   | amerikanischer Maler                                                         | 42    |       |
| 8. Januar  | Peary Mohon Debbarman                   | indischer Botaniker                                                          | 37    |       |
| 8. Januar  | William Thomas Ellis                    | US-amerikanischer Politiker                                                  | 79    |       |
| 8. Januar  | William Edmund Garstin                  | britischer Bauingenieur                                                      | 75    |       |
| 8. Januar  | Heinrich Krings                         | deutscher Architekt                                                          | 67    |       |
| 8. Januar  | Carl Künzli-Tobler                      | Schweizer Verleger von Ansichtskarten                                        | 62    |       |
| 8. Januar  | Jimmy Palao                             | US-amerikanischer Jazzmusiker und Violinist                                  | 45    |       |
| 8. Januar  | Fernand Sanz                            | französischer Bahnradsportler                                                | 43    |       |
| 10. Januar | Alexander F. Harmer                     | US-amerikanischer Maler und Illustrator                                      | 68    |       |
| 10. Januar | George W. Ray                           | US-amerikanischer Jurist und Politiker                                       | 80    |       |
| 10. Januar | António Sardinha                        | portugiesischer Schriftsteller, Herausgeber und Politiker                    | 37    |       |
| 10. Januar | Julius Steup                            | deutscher Bibliothekar und Altphilologe                                      | 77    |       |
| 10. Januar | Adolf von Strümpell                     | deutscher Internist                                                          | 71    |       |
| 11. Januar | John C. Davies                          | US-amerikanischer Politiker                                                  |       |       |
| 11. Januar | Arthur Lavigne                          | kanadischer Geiger, Musikverleger, -veranstalter, -kritiker und -pädagoge    | 79    |       |
| 11. Januar | Anton von Longo-Liebenstein             | österreichischer Mediziner und Politiker                                     | 71    |       |
| 11. Januar | John Sinclair, 1. Baron Pentland        | britischer Politiker und Kolonialadministrator                               | 64    |       |
| 12. Januar | Oscar Brefeld                           | deutscher Mykologe                                                           | 85    |       |
| 12. Januar | Walter Dieckmann                        | deutscher Chemiker                                                           | 55    |       |
| 12. Januar | Wilhelm von Gessler                     | württembergischer Finanzminister                                             | 74    |       |
| 12. Januar | Hanna Henning                           | deutsche Drehbuchautorin, Filmregisseurin und Filmproduzentin                | 40    |       |
| 12. Januar | Kawaji Toshiatsu                        | japanischer höherer Beamter                                                  | 68    |       |
| 12. Januar | Wilhelm Plappert                        | deutscher Theatermaler                                                       | 68    |       |
| 12. Januar | Carl Maria Thuma                        | deutsch-mährischer Maler                                                     | 54    |       |
| 13. Januar | Julius Spielmann                        | österreichischer Abgeordneter zum Abgeordnetenhaus                           | 52    |       |
| 13. Januar | Franz Zorn von Bulach                   | Weihbischof und Generalvikar von Straßburg                                   | 66    |       |
| 14. Januar | Gottfrid Billing                        | schwedischer lutherischer Bischof, Theologe und Reichstagsabgeordneter       | 83    |       |
| 14. Januar | Camille Decoppet                        | Schweizer Politiker                                                          | 62    |       |
| 14. Januar | Harry Furniss                           | britischer Karikaturist, Illustrator und Autor                               | 70    |       |
| 14. Januar | Attilio Simonetti                       | italienischer Maler und Kunsthändler                                         | 81    |       |
| 15. Januar | Franz Josef Hoop                        | liechtensteinischer Politiker                                                | 63    |       |
| 15. Januar | Julius Köhnholz                         | deutscher Landschaftsmaler                                                   | 85    |       |
| 15. Januar | Andreas Johann Muck                     | böhmisch-ungarischer Forstwissenschaftler                                    | 73    |       |
| 15. Januar | William Whitaker                        | britischer Geologe                                                           | 88    |       |
| 16. Januar | Alexei Nikolajewitsch Kuropatkin        | russischer General und Kriegsminister                                        | 76    |       |
| 16. Januar | Eduard Ley                              | deutscher Unternehmer                                                        | 83    |       |
| 16. Januar | Hryhorij Peschanskyj                    | ukrainischer Architekt                                                       | 64    |       |
| 16. Januar | Arnošt Procházka                        | tschechischer Literatur- und Kunstkritiker                                   | 55    |       |
| 16. Januar | Theodore Blake Wirgman                  | britischer Maler und Illustrator                                             | 76    |       |
| 17. Januar | Johan C. F. Dam                         | färöischer unionistischer Politiker                                          | 61    |       |
| 17. Januar | Paul Friedrich Ernst Ehrlich            | deutscher Klavierbauer und Konstrukteur mechanischer Musikinstrumente        | 75    |       |
| 17. Januar | Eberhard von Lücken                     | deutscher Verwaltungsbeamter                                                 | 60    |       |
| 17. Januar | Jakub Skala                             | katholischer Dekan                                                           | 73    |       |
| 18. Januar | Charles Lanrezac                        | französischer General im Ersten Weltkrieg                                    | 72    |       |
| 18. Januar | Leopold Mandl                           | Kaufmann und Redakteur                                                       | 75    |       |
| 18. Januar | John McTaggart Ellis McTaggart          | englischer Philosoph                                                         | 58    |       |
| 19. Januar | Leo Adler                               | deutscher Pharmakologe                                                       | 38    |       |
| 19. Januar | Marie in Bayern                         | Herzogin in Bayern, Königin beider Sizilien und Neapel                       | 83    |       |
| 19. Januar | Leopold Greppin                         | Schweizer Psychiater und Ornithologe                                         |       |       |
| 19. Januar | Heinrich Homeister                      | deutscher Fußballspieler                                                     | 31    |       |
| 19. Januar | Ernst Fredrik Wilhelm Meyer             | schwedischer Finanzminister, Mitglied des Riksdag                            | 77    |       |
| 19. Januar | Jules Ronjat                            | französischer Linguist, Romanist und Provenzalist                            |       |       |
| 20. Januar | Julius Goldzier                         | US-amerikanischer Politiker                                                  | 71    |       |
| 20. Januar | Hermann Kuhr                            | deutscher Turnlehrer                                                         | 45    |       |
| 20. Januar | Adelheid Steinmann                      | deutsche Frauenrechtlerin und Politikerin                                    | 58    |       |
| 21. Januar | Julius Caesar Stülcken                  | deutscher Werftbesitzer und Bühnenautor                                      | 57    |       |
| 21. Januar | Raimund von Wichera                     | österreichischer Hofmaler und Genremaler                                     | 62    |       |
| 22. Januar | Ferdinand Berger                        | österreichischer Politiker, Abgeordneter zum Abgeordnetenhaus                | 73    |       |
| 22. Januar | Richard Gradenwitz                      | deutscher Flugpionier, Ingenieur und Unternehmer                             | 61    |       |
| 22. Januar | Sophie von Scheve                       | deutsche Malerin                                                             | 69    |       |
| 22. Januar | Fanny Bullock Workman                   | US-amerikanische Bergsteigerin, Frauenrechtlerin                             | 66    |       |
| 23. Januar | Alfred Hubrich                          | deutscher Landwirt und Politiker                                             | 72    |       |
| 23. Januar | Friedrich Wilhelm Hubrich               | deutscher Postbeamter und Politiker                                          | 57    |       |
| 23. Januar | Emil Köttgen                            | deutscher Kommunalpolitiker                                                  | 49    |       |
| 24. Januar | Adele Bloch-Bauer                       | österreichisches Modell für Gustav Klimt                                     | 43    |       |
| 24. Januar | Karel Pelant                            | tschechischer Journalist und Pionier der Esperanto-Bewegung                  | 50    |       |
| 24. Januar | Anton Wiegand                           | Landtagsabgeordneter Großherzogtum Hessen                                    | 77    |       |
| 25. Januar | Anton Griessen                          | Schweizer Anhänger der Antonianer, Fachhistoriker und Biograph               | 81    |       |
| 25. Januar | John Taylor Hamilton                    | US-amerikanischer Politiker                                                  | 81    |       |
| 25. Januar | Alexander von Kaulbars                  | russischer General und Forschungsreisender                                   | 80    |       |
| 25. Januar | Heinrich Klenz                          | deutscher Sprach- und Literaturforscher                                      | 64    |       |
| 25. Januar | Carl Roschet                            | Schweizer Kunstmaler und Heraldiker                                          |       |       |
| 25. Januar | Adolf Thiele                            | deutscher Politiker                                                          | 71    |       |
| 25. Januar | Ivan Vučetić                            | argentinischer Kriminologe                                                   | 66    |       |
| 26. Januar | Otto Euler                              | deutscher Rechtsanwalt, Notar und Stadtverordneter in Düsseldorf             | 89    |       |
| 26. Januar | Claud John Hamilton                     | schottischer Adliger und Politiker                                           | 81    |       |
| 26. Januar | Robert Loeb                             | preußischer General der Kavallerie                                           | 72    |       |
| 26. Januar | Rudolf Johann Pichler                   | österreichischer Komponist und Schriftsteller                                | 68    |       |
| 26. Januar | Giovanni Battista de Sanctis Ciabatonni | kolumbianischer Musikpädagoge, Klarinettist und Dirigent                     | 59    |       |
| 27. Januar | Francis Grenfell, 1. Baron Grenfell     | britischer Feldmarschall                                                     | 83    |       |
| 27. Januar | Friedrich von Hügel                     | österreichisch-britischer religiöser Autor                                   | 72    |       |
| 27. Januar | Aloys Meister                           | deutscher Historiker                                                         | 58    |       |
| 27. Januar | Hugo von Wiedenfeld                     | österreichischer Architekt                                                   | 72    |       |
| 28. Januar | Augustus O. Bourn                       | US-amerikanischer Politiker                                                  | 90    |       |
| 28. Januar | Sophie von Herget-Dittrich              | deutsche Pianistin und Präsidentin des Klubs deutscher Künstlerinnen in Prag | 80    |       |
| 28. Januar | Friedrich Siebenrock                    | österreichischer Zoologe                                                     | 72    |       |
| 29. Januar | Andrew M. Crawford                      | US-amerikanischer Jurist und Politiker                                       | 72    |       |
| 29. Januar | George Le Hunte                         | Gouverneur von South Australia und Trinidad und Tobago                       | 72    |       |
| 29. Januar | Johann Stüdl                            | Prager Förderer des Alpinismus                                               | 85    |       |
| 29. Januar | Maximilian von Zeissl                   | österreichischer Mediziner                                                   | 71    |       |
| 30. Januar | De Alva S. Alexander                    | US-amerikanischer Jurist und Politiker                                       | 78    |       |
| 30. Januar | Hermann Brandt                          | deutscher Landwirt und Siedler in Deutsch-Südwestafrika                      | 68    |       |
| 30. Januar | Jim Driscoll                            | britischer Boxer im Federergewicht                                           | 44    |       |
| 30. Januar | Lilian Suzette Gibbs                    | britische Botanikerin                                                        | 54    |       |
| 30. Januar | Karl Hauss                              | deutscher Politiker, Staatssekretär                                          | 54    |       |
| 30. Januar | Joseph Clark Hoppin                     | amerikanischer Klassischer Archäologe                                        | 54    |       |
| 30. Januar | Gyula Major                             | ungarischer Pianist, Musiklehrer und Komponist                               | 65    |       |
| 31. Januar | George Washington Cable                 | US-amerikanischer Schriftsteller                                             | 80    |       |
| 31. Januar | Wilhelm von Hegel                       | deutscher Regierungsbeamter und Politiker, MdR                               | 75    |       |
| 31. Januar | Ulrich Wille                            | General der Schweizer Armee während des Ersten Weltkriegs                    | 76    |       |

## Februar
| Tag         | Name                                  | Beruf, bekannt als                                                          | Alter | Beleg |
| ----------- | ------------------------------------- | --------------------------------------------------------------------------- | ----- | ----- |
| 1. Februar  | Ellen Hamlin                          | Second Lady der Vereinigten Staaten                                         | 89    |       |
| 1. Februar  | Georg Ledderhose                      | deutscher Chirurg                                                           | 69    |       |
| 1. Februar  | Helene Vetsera                        | österreichische Adlige                                                      | 77    |       |
| 1. Februar  | Carl Winchenbach                      | deutscher Architekt und kommunaler Baubeamter                               | 85    |       |
| 2. Februar  | Jaap Eden                             | niederländischer Radrennfahrer und Eisschnellläufer                         | 51    |       |
| 2. Februar  | Erich Klusemann                       | österreichischer Politiker und Landtagsabgeordneter                         | 57    |       |
| 2. Februar  | Emmy Köhler                           | schwedische Schriftstellerin, Komponistin und Lehrerin                      | 66    |       |
| 2. Februar  | Louis Naumann                         | deutscher evangelischer Pfarrer und Historiker                              | 79    |       |
| 3. Februar  | Emma Baumann                          | deutsche Opernsängerin (Sopran) und Gesangspädagogin                        | 69    |       |
| 3. Februar  | Eduard von Gebhardt                   | deutscher Maler und Hochschullehrer                                         | 86    |       |
| 3. Februar  | Hugo Gering                           | deutscher Germanist und Rektor der Universität Kiel                         | 77    |       |
| 3. Februar  | Oliver Heaviside                      | britischer Mathematiker und Physiker                                        | 74    |       |
| 3. Februar  | Friedrich Katzer                      | böhmisch-österreichischer Geologe und Mineraloge                            | 63    |       |
| 3. Februar  | Karl Georg Negenborn                  | deutscher Verwaltungsbeamter und Parlamentarier                             | 62    |       |
| 3. Februar  | Wilhelm von Reichenau                 | deutscher Paläontologe und Bibliothekar                                     | 77    |       |
| 3. Februar  | Edward Scofield                       | US-amerikanischer Politiker                                                 | 82    |       |
| 4. Februar  | Ferdinand Behrens                     | deutscher Porträtmaler                                                      | 62    |       |
| 4. Februar  | Paul Gilbert                          | deutscher Kommunalpolitiker, Heimatforscher und Verbandsfunktionär          | 66    |       |
| 4. Februar  | Marie Jaëll                           | französische Pianistin, Komponistin und Instrumentallehrerin                | 78    |       |
| 4. Februar  | Robert Koldewey                       | deutscher Architekt und Vorderasiatischer Archäologe                        | 69    |       |
| 5. Februar  | Antti Aarne                           | finnischer Märchenforscher                                                  | 57    |       |
| 5. Februar  | Leonz Held                            | Schweizer Topograf, Kartograf und Geodät                                    | 80    |       |
| 5. Februar  | Pablo Ocampo                          | philippinischer Politiker                                                   | 72    |       |
| 6. Februar  | Emil Anner                            | Schweizer Grafiker und Bühnenbildner                                        | 54    |       |
| 6. Februar  | Horace Tabberer Brown                 | britischer Chemiker                                                         | 76    |       |
| 6. Februar  | Michael Bühler                        | Schweizer Politiker                                                         | 71    |       |
| 6. Februar  | Johann Czjzek von Smidaich            | österreichischer Industrieller und Porzellanfabrikant                       | 83    |       |
| 7. Februar  | Andreas Bang-Haas                     | dänischer Insektenkundler und Insektenhändler                               | 78    |       |
| 7. Februar  | Rudolf Eichhorn                       | österreichischer Pfarrer und Reichsratsabgeordneter                         | 71    |       |
| 7. Februar  | Carl Engler                           | deutscher Chemiker und Politiker (NLP), MdR                                 | 83    |       |
| 7. Februar  | Josef Kurzawski                       | polnischer Geistlicher und Politiker, MdR                                   | 54    |       |
| 7. Februar  | Gustavus Michaelis                    | deutsch-amerikanischer Chemiker und Pharmazeut                              | 80    |       |
| 8. Februar  | Arthur Heffter                        | deutscher Pharmakologe und Chemiker                                         | 65    |       |
| 8. Februar  | Hermann Hidding                       | deutscher Bildhauer                                                         | 61    |       |
| 8. Februar  | Thomas William Lawson                 | US-amerikanischer Börsenmakler und Buchautor                                | 67    |       |
| 9. Februar  | Charles Wellington Boyle              | US-amerikanischer Maler und Leiter des Delgado Museum of Art                | 63    |       |
| 9. Februar  | Paul Graef                            | deutscher Architekt, Bauforscher und Hochschullehrer                        | 69    |       |
| 9. Februar  | James M. Richardson                   | US-amerikanischer Politiker                                                 | 66    |       |
| 9. Februar  | Marie Smidt                           | deutsche Bürgersfrau                                                        | 79    |       |
| 9. Februar  | Francisco Sosa Escalante              | mexikanischer Autor und Historiker                                          | 76    |       |
| 10. Februar | Aristide Bruant                       | französischer Kabarettsänger, Schriftsteller und Nachtklubbesitzer          | 73    |       |
| 11. Februar | Karl Jeß                              | deutscher Jurist und Senatspräsident beim Reichsgericht                     | 82    |       |
| 12. Februar | Cyril Genik                           | ukrainisch-kanadischer Integrations-Agent                                   |       |       |
| 12. Februar | Carl Ruß                              | schweizerisch-deutscher Schokoladenfabrikant                                | 86    |       |
| 13. Februar | Rudolf Theis Eden                     | deutscher Chirurg und Hochschullehrer                                       | 41    |       |
| 14. Februar | Signe Hebbe                           | schwedische Opernsängerin, Sopran und Gesangslehrerin                       | 87    |       |
| 14. Februar | Mathilde Mann                         | deutsche Übersetzerin und Lektorin                                          | 65    |       |
| 14. Februar | Jacques Rivière                       | französischer Schriftsteller                                                | 38    |       |
| 14. Februar | Friedrich Wilhelm Ludwig von Schwerin | preußischer Regierungspräsident in Frankfurt                                | 62    |       |
| 15. Februar | Kinoshita Rigen                       | japanischer Lyriker                                                         | 39    |       |
| 16. Februar | Floris Arntzenius                     | niederländischer Maler, Aquarellist, Illustrator und Grafiker               | 60    |       |
| 16. Februar | Zivər bəy Əhmədbəyov                  | aserbaidschanischer Architekt                                               |       |       |
| 16. Februar | Elisa de Boccard                      | Freiburger Malerin                                                          | 77    |       |
| 16. Februar | James McCall                          | schottischer Fußballspieler                                                 | 59    |       |
| 17. Februar | Ignacio Andrade                       | venezolanischer Politiker                                                   | 85    |       |
| 17. Februar | Julius Hirschberg                     | deutscher Mediziner, Medizinhistoriker und Hochschullehrer                  | 81    |       |
| 17. Februar | Erner Hübsch                          | deutscher Stummfilmschauspieler                                             | 66    |       |
| 17. Februar | Isabelle Kaiser                       | Schweizer Schriftstellerin                                                  | 58    |       |
| 17. Februar | Nikodim Pawlowitsch Kondakow          | russischer Kunsthistoriker                                                  | 80    |       |
| 18. Februar | Moritz Fünfstück                      | deutscher Botaniker und Hochschullehrer                                     | 68    |       |
| 18. Februar | William Ryan                          | US-amerikanischer Politiker                                                 | 84    |       |
| 18. Februar | Augustus Frederick Sherman            | US-amerikanischer Einwanderungsbeamter und Amateurfotograf                  | 59    |       |
| 19. Februar | Cassius McDonald Barnes               | US-amerikanischer Politiker                                                 | 79    |       |
| 19. Februar | Adolfo Doering                        | deutsch-argentinischer Chemiker, Geologe und Zoologe                        | 77    |       |
| 19. Februar | Michail Ossipowitsch Gerschenson      | russischer Literaturkritiker und Philosoph                                  | 55    |       |
| 20. Februar | Marco Enrico Bossi                    | italienischer Orgelvirtuose und Komponist                                   | 63    |       |
| 20. Februar | Wilhelm Jacoby                        | deutscher Lustspielautor                                                    | 69    |       |
| 20. Februar | Max Kricheldorff                      | deutscher Verwaltungsjurist                                                 | 73    |       |
| 20. Februar | Max von Zimmermann                    | deutscher Unternehmer und Amtsrat                                           | 91    |       |
| 21. Februar | Hermann Daur                          | deutscher Maler und Graphiker                                               | 55    |       |
| 21. Februar | Richard Dorant                        | deutscher Opernsänger (Tenor) und Regisseur                                 | 39    |       |
| 21. Februar | Josef Lang                            | österreichischer Henker                                                     | 69    |       |
| 21. Februar | Edgar Meyer                           | österreichischer Maler                                                      | 71    |       |
| 22. Februar | Thomas Clifford Allbutt               | englischer Arzt                                                             | 88    |       |
| 22. Februar | Robert Biberti                        | deutscher Opernsänger                                                       | 70    |       |
| 22. Februar | Joris Helleputte                      | belgischer Politiker, Architekt, Ingenieur und Hochschullehrer              | 72    |       |
| 22. Februar | Peter Holl                            | deutscher Politiker (SPD)                                                   | 64    |       |
| 22. Februar | Gabriel Henri Putz                    | französischer General                                                       | 66    |       |
| 23. Februar | Hippolyte Balavoine                   | Schweizer evangelischer Geistlicher und Hochschullehrer                     | 84    |       |
| 23. Februar | Samuel Berger                         | US-amerikanischer Schwergewichtsboxer                                       | 40    |       |
| 23. Februar | Ferdinand Heberlein                   | deutsch-schweizerischer Hüttenchemiker und Industrieller                    | 61    |       |
| 23. Februar | Joel Hastings Metcalf                 | US-amerikanischer Entdecker vieler Asteroiden                               | 59    |       |
| 23. Februar | Carl Rottermund                       | deutsch-baltischer lutherischer Theologe                                    | 78    |       |
| 23. Februar | Thomas Edward Thorpe                  | britischer Chemiker                                                         | 79    |       |
| 24. Februar | Charitas Bischoff                     | deutsche Schriftstellerin                                                   | 76    |       |
| 24. Februar | Hjalmar Branting                      | schwedischer Reichstagsabgeordneter und Premierminister                     | 64    |       |
| 24. Februar | Ernst Hake                            | deutscher Architekt und preußischer Baubeamter                              | 80    |       |
| 24. Februar | John Hendrickson                      | US-amerikanischer Sportschütze                                              | 52    |       |
| 24. Februar | Anton Leins                           | deutscher Bildhauer                                                         | 58    |       |
| 24. Februar | Alois Mrštík                          | tschechischer Schriftsteller und Dramaturg                                  | 63    |       |
| 24. Februar | Max von Stetten                       | deutscher Offizier                                                          | 64    |       |
| 24. Februar | Guido von Usedom                      | deutscher Admiral im Ersten Weltkrieg                                       | 70    |       |
| 24. Februar | Julius Ziehen                         | deutscher Pädagoge und Altphilologe                                         | 61    |       |
| 25. Februar | Josef Armin                           | österreichischer Coupletsänger, Bühnen- und Liedautor                       | 66    |       |
| 25. Februar | John Fleming                          | schottischer Politiker, Mitglied des House of Commons                       |       |       |
| 25. Februar | Wilhelm Gail                          | Fabrikant und Landtagsabgeordneter Großherzogtum Hessen                     | 70    |       |
| 25. Februar | Karl Hilgers                          | deutscher Bildhauer                                                         | 81    |       |
| 25. Februar | Joseph Medill McCormick               | US-amerikanischer Politiker                                                 | 47    |       |
| 25. Februar | Julius Weise                          | deutscher Entomologe                                                        | 80    |       |
| 26. Februar | Louis Feuillade                       | französischer Filmregisseur                                                 | 52    |       |
| 26. Februar | Maximilian von Heyl                   | deutscher Unternehmer und Mäzen                                             | 80    |       |
| 26. Februar | Philipp Krug                          | deutscher Politiker (Zentrumspartei), MdL Preußen                           | 60    |       |
| 26. Februar | James Edgar Martine                   | US-amerikanischer Politiker                                                 | 74    |       |
| 26. Februar | George Cookman Sturgiss               | US-amerikanischer Politiker                                                 | 82    |       |
| 26. Februar | Paul Sydow                            | deutscher Botaniker und Mykologe                                            | 73    |       |
| 26. Februar | Alfred Zimmermann                     | deutscher Kolonialpolitiker und Publizist                                   | 65    |       |
| 28. Februar | Friedrich Ebert                       | deutscher Politiker (SPD), MdBB, MdR, Reichspräsident der Weimarer Republik | 54    |       |
| 28. Februar | Imre Rokken                           | ungarischer Fußballspieler                                                  |       |       |
|             | Walter Birnbaum                       | deutscher Physiker                                                          | 27    |       |

## März
| Tag      | Name                                           | Beruf, bekannt als                                                     | Alter | Beleg |
| -------- | ---------------------------------------------- | ---------------------------------------------------------------------- | ----- | ----- |
| 1. März  | Thomas Bidgood                                 | englischer Dirigent und Komponist                                      | 66    |       |
| 1. März  | Gustav Brückner                                | eutscher Jurist und Instanzenrichter                                   | 69    |       |
| 1. März  | John Adelbert Parkhurst                        | US-amerikanischer Astronom                                             | 63    |       |
| 1. März  | Ramon Pichot i Gironès                         | katalanisch-spanischer Künstler                                        |       |       |
| 1. März  | Adolf von Steiger                              | Schweizer Politiker (FDP) und Jurist                                   | 65    |       |
| 1. März  | Philogène Auguste Galilée Wytsman              | belgischer Entomologe und Ornithologe                                  | 58    |       |
| 2. März  | William A. Clark                               | US-amerikanischer Politiker (Demokratische Partei)                     | 86    |       |
| 2. März  | Kurt von Dewitz                                | preußischer Beamter und Politiker, Oberpräsident in Schleswig-Holstein | 77    |       |
| 2. März  | William D. Fulton                              | US-amerikanischer Jurist und Politiker (Demokratische Partei)          | 60    |       |
| 2. März  | Luigj Gurakuqi                                 | albanischer Schriftsteller und Politiker                               | 46    |       |
| 2. März  | Oskar Lenz                                     | deutsch-österreichischer Afrikaforscher, Mineraloge und Geologe        | 76    |       |
| 2. März  | Anton Seidel                                   | österreichischer Politiker (DnP), Abgeordneter zum Nationalrat         | 69    |       |
| 2. März  | Vladimir Tell                                  | estnischer Fußballspieler                                              | 25    |       |
| 3. März  | Theodor Bausch                                 | deutscher Bildhauer und Hochschullehrer                                | 75    |       |
| 3. März  | Frank Moore Colby                              | US-amerikanischer Schriftsteller und Herausgeber                       | 60    |       |
| 3. März  | Jimmy Cox                                      | US-amerikanischer Varieté-Künstler und Songwriter                      | 42    |       |
| 3. März  | Agustín de Iturbide y Green                    | mexikanischer Kronprinz                                                | 61    |       |
| 3. März  | Édouard Jacobs                                 | belgischer Cellist und Musikpädagoge                                   | 74    |       |
| 3. März  | Wilhelm von Seldeneck                          | deutscher Unternehmer                                                  | 75    |       |
| 4. März  | Roger de Barbarin                              | französischer Sportschütze                                             | 64    |       |
| 4. März  | Franz von Geyso                                | preußischer Offizier und Geschichtsforscher                            | 69    |       |
| 4. März  | Moritz Moszkowski                              | deutscher Pianist und Komponist Klassischer Musik                      | 70    |       |
| 4. März  | Otto Sillier                                   | deutscher Gewerkschaftsvorsitzender                                    | 67    |       |
| 5. März  | Max Bernstein                                  | deutscher Kritiker, Schriftsteller, Rechtsanwalt                       | 70    |       |
| 5. März  | Barbara von Gagern                             | österreichische Frauenrechtlerin                                       | 69    |       |
| 5. März  | Ferdinand Gerstung                             | deutscher Imker                                                        | 64    |       |
| 5. März  | Johan Ludwig Jensen                            | dänischer Mathematiker                                                 | 65    |       |
| 5. März  | Hans Tschinkel                                 | deutscher Germanist und Volksliedsammler                               | 53    |       |
| 5. März  | Michel Verne                                   | französischer Schriftsteller                                           | 63    |       |
| 6. März  | Georgi Jewgenjewitsch Lwow                     | russischer Politiker                                                   | 63    |       |
| 6. März  | Walter Moras                                   | deutscher Maler                                                        | 69    |       |
| 7. März  | August Denckmann                               | deutscher Geologe und Hochschullehrer                                  | 64    |       |
| 07. März | Arvid Knöppel                                  | schwedischer Sportschütze                                              | 58    |       |
| 7. März  | Paul Kunckel                                   | preußischer Richter und Kommunalbeamter; Bürgermeister von Königsberg  | 80    |       |
| 7. März  | Alexander Iwanowitsch Wwedenski                | russischer Philosoph und Psychologe an der Universität Petrograd       | 68    |       |
| 8. März  | Louis Heinrich Buddeberg                       | deutscher Kaufmann und Politiker (DFP, FVp), MdR                       | 88    |       |
| 8. März  | Jakob von Lavale                               | deutscher Eisenbahnunternehmer                                         | 81    |       |
| 8. März  | Emil Pleitner                                  | oldenburgischer Seminaroberlehrer Schriftsteller und Übersetzer        | 61    |       |
| 8. März  | Berthold Rosé                                  | österreichischstämmiger Regisseur und Stummfilmschauspieler            | 54    |       |
| 8. März  | Fritz Ryff                                     | Schweizer Unternehmer                                                  | 67    |       |
| 8. März  | Juliette Wytsman                               | belgische Malerin                                                      | 58    |       |
| 9. März  | Friedrich Wilhelm Prinz von Preußen            | preußischer Politiker und Angehöriger des Hauses Hohenzollern          | 44    |       |
| 9. März  | Eugen Geinitz                                  | deutscher Geologe und Mineraloge                                       | 71    |       |
| 9. März  | Willard Leroy Metcalf                          | US-amerikanischer Maler                                                | 66    |       |
| 10. März | Werner Fritze                                  | deutscher Kaufmann, Königlicher Kommerzienrat und Kommunalpolitiker    | 88    |       |
| 10. März | John Fillmore Hayford                          | US-amerikanischer Ingenieur und Geodät                                 | 56    |       |
| 10. März | Meyer Prinstein                                | US-amerikanischer Leichtathlet                                         | 46    |       |
| 10. März | ʿAbdallāh Bā Kathīr al-Kindī                   | arabischer Gelehrter hadramitischer Abstammung                         |       |       |
| 11. März | Edmund Bräter                                  | deutscher Architekt                                                    | 70    |       |
| 11. März | Heinrich Adolf von Eck                         | deutscher Geologe und Paläontologe                                     | 88    |       |
| 11. März | Andreas Hallén                                 | schwedischer Komponist, Dirigent, Musikpädagoge und Professor          | 78    |       |
| 11. März | Clara Weaver Parrish                           | US-amerikanische Malerin und Glaskünstlerin                            | 63    |       |
| 12. März | Arkadi Timofejewitsch Awertschenko             | russischer Schriftsteller                                              | 43    |       |
| 12. März | Moritz Schröter                                | deutscher Maschinenbauingenieur                                        | 74    |       |
| 12. März | Karl Wertheim                                  | österreichischer Arzt und Sportfunktionär                              |       |       |
| 12. März | Sun Yat-sen                                    | chinesischer Revolutionsführer und Staatsmann                          | 58    |       |
| 13. März | Hedwig Dransfeld                               | deutsche Frauenrechtlerin und Politikerin (Zentrum), MdR               | 54    |       |
| 13. März | Eugen Greiß                                    | deutscher Architekt und Bauunternehmer                                 | 69    |       |
| 13. März | Friedrich Kühns                                | deutscher Schauspieler                                                 | 62    |       |
| 13. März | Franz von Le Monnier                           | österreichischer Geograph                                              | 70    |       |
| 13. März | William P. McLean                              | US-amerikanischer Politiker                                            | 88    |       |
| 13. März | August Rackow                                  | deutscher Gründer der Rackow-Schule                                    | 82    |       |
| 13. März | Lucille Ricksen                                | US-amerikanische Filmschauspielerin der Stummfilmzeit                  | 14    |       |
| 13. März | Friedrich August Weineck                       | Mitglied des Roten Frontkämpferbunds                                   | 27    |       |
| 14. März | Walter Camp                                    | US-amerikanischer Sportpionier, Footballcoach und Sportjournalist      | 65    |       |
| 14. März | Max Schmid-Burgk                               | deutscher Kunsthistoriker und Museumsdirektor                          | 64    |       |
| 15. März | Ferdinand Euler                                | deutscher evangelischer Theologe und Abgeordneter                      | 62    |       |
| 15. März | Felix Rachfahl                                 | deutscher Historiker                                                   | 57    |       |
| 15. März | Mordechai Spektor                              | jiddischer Schriftsteller                                              | 66    |       |
| 15. März | Gabriel Strobl                                 | österreichischer Benediktiner und Entomologe                           | 78    |       |
| 16. März | Henri Cordier                                  | französischer Orientalist                                              | 75    |       |
| 16. März | August von Wassermann                          | deutscher Immunologe und Bakteriologe                                  | 59    |       |
| 18. März | Maria Anna Donati                              | italienische Ordensgründerin                                           | 76    |       |
| 18. März | Franz Grein                                    | steirischer Steinmetz und K.u.k. Hoflieferant                          | 66    |       |
| 18. März | Hermann Schirmacher                            | deutscher Reichsgerichtsrat                                            | 67    |       |
| 18. März | Eduard Veith                                   | österreichischer Maler                                                 | 66    |       |
| 18. März | Charles Preston Wickham                        | US-amerikanischer Politiker                                            | 88    |       |
| 19. März | Robert Bürkner                                 | deutscher Generalmajor der Reichswehr                                  | 54    |       |
| 19. März | Charles Allen Culberson                        | US-amerikanischer Politiker                                            | 69    |       |
| 19. März | Karl von Funck                                 | preußischer Offizier, zuletzt Generalleutnant                          | 85    |       |
| 19. März | Hermann Volrath Hilprecht                      | deutsch-US-amerikanischer Archäologe und Assyriologe                   | 65    |       |
| 19. März | Albert von Könitz                              | bayerischer General der Kavallerie                                     | 82    |       |
| 19. März | Malcolm A. Moody                               | US-amerikanischer Politiker                                            | 70    |       |
| 19. März | Marie Elisabeth Moritz                         | deutsche Malerin                                                       | 64    |       |
| 19. März | Nəriman Nərimanov                              | erster Ministerpräsident der Aserbaidschanischen SSR                   | 54    |       |
| 20. März | George Curzon, 1. Marquess Curzon of Kedleston | britischer Vizekönig von Indien                                        | 66    |       |
| 20. März | Viktor von Ebner-Rofenstein                    | österreichischer Histologe                                             | 83    |       |
| 20. März | Albin Mohs                                     | deutscher Gewerkschafter                                               | 57    |       |
| 20. März | Heinrich Westermann                            | deutscher Politiker (DVP), MdR                                         | 70    |       |
| 21. März | Ole Due                                        | dänischer Maler                                                        | 40    |       |
| 21. März | Georg Albert Hübener                           | deutscher Theaterschauspieler und Theaterintendant                     | 59    |       |
| 22. März | Marie Brema                                    | britische Opernsängerin                                                | 69    |       |
| 22. März | Max Fliedner                                   | deutscher Parlamentarier und Kirchenpolitiker                          | 81    |       |
| 22. März | Julian Balthasar Marchlewski                   | polnischer Politiker und Mitgründer des Spartakusbundes                | 58    |       |
| 22. März | Alexander Mjasnikow                            | sowjetischer Politiker und Revolutionär                                | 39    |       |
| 22. März | Johann Georg Mönckeberg                        | deutscher Pathologe und Hochschullehrer                                | 47    |       |
| 23. März | Johannes Dorn                                  | deutscher Landwirt und Amateurarchäologe                               | 71    |       |
| 24. März | Arthur Dendy                                   | britischer Zoologe                                                     | 60    |       |
| 24. März | Hans Pomtow                                    | deutscher Epigraphiker und Gymnasiallehrer                             | 65    |       |
| 25. März | Adalbert Enders                                | deutscher Politiker                                                    | 69    |       |
| 25. März | Sara Hendriks                                  | niederländische Malerin und Zeichnerin                                 | 78    |       |
| 25. März | Amélie Moser                                   | Schweizer Vorkämpferin für Volksgesundheit und Volksbildung            | 85    |       |
| 25. März | Thomas Vinçotte                                | belgischer Bildhauer und Medailleur                                    | 75    |       |
| 25. März | Wong Fei Hung                                  | chinesischer Arzt und Kampfkünstler                                    |       |       |
| 26. März | Hugo Bettauer                                  | österreichischer Schriftsteller und Drehbuchautor                      | 52    |       |
| 26. März | August Horn                                    | deutscher Politiker, MdR                                               | 58    |       |
| 26. März | Gustav von Hößlin                              | deutscher Arzt                                                         | 70    |       |
| 26. März | Otto von Plüskow                               | preußischer General der Infanterie                                     | 72    |       |
| 27. März | Anton Hammel                                   | deutscher Lokomotivbauingenieur                                        | 67    |       |
| 27. März | Carl Gottfried Neumann                         | deutscher Mathematiker                                                 | 92    |       |
| 28. März | Liweri Ossipowitsch Darkschewitsch             | russischer Neurologe                                                   | 66    |       |
| 28. März | Henry Rawlinson, 1. Baron Rawlinson            | britischer General                                                     | 61    |       |
| 28. März | John Jacob Rogers                              | US-amerikanischer Politiker                                            | 43    |       |
| 28. März | Lydia Sesemann                                 | finnische Chemikerin und erste promovierte Finnin                      | 80    |       |
| 29. März | Bajram Curri                                   | albanischer Freiheitskämpfer                                           |       |       |
| 29. März | Oskar Fronz senior                             | österreichischer Theaterschauspieler und Schriftsteller                | 63    |       |
| 29. März | Lucien Gautier                                 | französischer Graphiker und Maler des Impressionismus                  | 75    |       |
| 29. März | Wilhelm Körner                                 | deutscher Chemiker                                                     | 85    |       |
| 29. März | Bernhard Mannfeld                              | deutscher Maler und Grafiker                                           | 77    |       |
| 29. März | Alfredo Mengotti                               | Schweizer Diplomat                                                     | 59    |       |
| 30. März | William J. McConnell                           | Gouverneur des Bundesstaates Idaho                                     | 85    |       |
| 30. März | Joseph Aloys August Partsch                    | deutscher Jurist und Rechtshistoriker                                  | 42    |       |
| 30. März | Paul Sinner                                    | deutscher Fotograf                                                     | 86    |       |
| 30. März | Rudolf Steiner                                 | österreichischer Esoteriker und Begründer der Anthroposophie           | 64    |       |
| 31. März | Emich Karl zu Leiningen-Billigheim             | badischer Standesherr                                                  | 85    |       |
| 31. März | Charles Rabut                                  | französischer Bauingenieur                                             | 73    |       |
| 31. März | Wilhelm Speck                                  | deutscher Schriftsteller, Pastor und Gefängnisseelsorger               | 63    |       |
| 31. März | Vespasian Warner                               | US-amerikanischer Politiker                                            | 82    |       |